# Ilex kunthiana
Ilex kunthiana är en järneksväxtart som beskrevs av José Jéronimo Triana. Ilex kunthiana ingår i släktet järnekar, och familjen järneksväxter. Inga underarter finns listade i Catalogue of Life.